# Klaer Lightende Spiegel der Verfkonst
Klaer Lightende Spiegel der Verfkonst (Frans: Traité des couleurs servant à la peinture à l’eau) is een naslagwerk over kleuren van de Nederlander A. Boogert uit 1692.

## Beschrijving
Het werk bevat een zevenhonderdtal pagina's en wordt bewaard in de Bibliothèque Méjanes te Aix-en-Provence. 
Het naslagwerk bevat beschrijvingen en voorbeelden van kleuren.